# زبان سلام
زبانِ سلام (به اسپرانتو: Lingvo de Paco) عنوان یک طرح فرهنگی از سوی انجمن اسپرانتوی ایران می‌باشد که از سال ۱۳۸۰ در جهت سوادآموزی و همچنین آموزش زبان جهانی اسپرانتو به مهاجرین افغان مقیم ایران طرح‌ریزی گردیده‌است.

## تاریخچه
متعاقب خسارت‌های ناشی از جنگ داخلی و حوادثی که به موجب حملات یازده سپتامبر در افغانستان روی داد، طرحی از سوی محمدرضا ترابی (دبیر انجمن اسپرانتوی ایران و عضو کمیته مرکزی انجمن جهانی اسپرانتو) مبنی بر سوادآموزی به مهاجرین افغان مقیم ایران و آموزش زبان اسپرانتو بدانها ارائه گردید که در مدتی کوتاه با حمایت‌های گسترده جهانی اعم از نهادهای بین‌المللی اسپرانتو و مقامات دولتی افغانستان همراه گردید.

## دستاوردها
صدها مهاجر افغان توسط اسپرانتودان‌های ایرانی و پاکستانی تحت نهضت سوادآموزی و همین‌طور فراگیری اسپرانتو قرار گرفتند. در ایران و در شهر مشهد سعید برهانی عضو انجمن اسپرانتوی ایران در طول دو سال حدود دویست نفر از افغانهای مقیم این شهر را تحت آموزش زبان اسپرانتو قرار داد. او به همراه دیانا کریمی یکی از دانش آموختگان این پروژه در سال ۲۰۰۴ در کنگره جهانی اسپرانتو در شهر پکن پایتخت چین شرکت کرد. ترزا کاپیستا، مؤلف و آموزگار سرشناس اسپرانتو نیز کتابی با عنوان اسپرانتو؛ زبان سلام در ایران (به اسپرانتو: Esperanto; lingvo de Paco en Irano) به رشته تحریر درآورد که به مشروح گزارش‌های وی از اجرای طرح زبان سلام در ایران می‌پردازد.